# Tadeusz Breza
Tadeusz Breza (n. 31 decembrie 1905 - d. 19 mai 1970) a fost un romancier polonez.

## Opera
- 1946: Zidurile Ierihonului ("Mury Jerycha");
- 1950: Cerul și pământul ("Niebo i ziemia");
- 1952: Ospățul lui Baltazar ("Uczta Baltazara");
- 1953: Jokkmokk[1] – povestire
- 1936: Adam Grywald ("Adam Grywald");
- 1960: Poarta de bronz ("Spiżowa brama");
- 1960: Audiență la Roma ("Urząd").